# ʿAin Ghazal (Jordanien)
Koordinaten: 31° 59′ 16,8″ N, 35° 58′ 33,7″ O
ʿAin Ghazal (arabisch عين غزال – dt. „Quelle der Gazelle“) ist eine frühneolithische Siedlung am Ursprung des Flusses Nahr ez-Zarqa nahe Amman in Jordanien. Die Siedlung war etwa von 7300 v. Chr. bis 5000 v. Chr. bewohnt und gehört zu den frühesten Fundstellen einer Ackerbautreibenden Gesellschaft. Mit einer Ausdehnung von rund 15 Hektar gehört ʿAin Ghazal zu den größten prähistorischen Ansiedlungen im Vorderen Orient.
Aufgrund umfangreicher Funde von Hausgrundrissen, Gräbern, Geräten, botanischen Resten, Tierknochen und Ähnlichem ist es möglich, den Alltag der Menschen von ʿAin Ghazal zu rekonstruieren. Da der Ort wegen größerer Wasservorkommen über 2000 Jahre lang besiedelt blieb, können darüber hinaus Veränderungen in der Lebensweise der Menschen über 100 Generationen hinweg beobachtet werden.

## Forschungsgeschichte
Die Überreste von ʿAin Ghazal blieben seit der Aufgabe der Siedlung rund 7000 Jahre lang unversehrt, bis die Fundstelle 1974 beim Bau der Autobahn zwischen Amman und Zarqa angeschnitten wurde. Erst 1981 wurde die Bedeutung der Fundstelle erkannt, als Bulldozer Architekturreste und Gräber freilegten. 1982 begann die jordanische Antikenbehörde mit einer Rettungsgrabung, als die neue Autobahn bereits auf einer Strecke von 600 Metern durch den Fundort verlief. An dieser Rettungsgrabung beteiligten sich vor allem Studenten der jordanischen Universitäten sowie zahlreiche Freiwillige aus Wirtschaft und Diplomatie. Als auf diese Weise die enorme räumliche Ausdehnung ʿAin Ghazals bekannt wurde, entstanden Pläne für ein mehrjähriges Grabungsprogramm, für das 1983 zunächst die Yarmuk-Universität in Irbid die Verantwortung übernahm. Für den Zeitraum von fünf Jahren stellten das Desert Research Institute in Reno (Nevada) sowie die National Geographic Society in den USA großzügige finanzielle Hilfen zur Verfügung.
Während der Kampagne 1983 wurde das Grabungsareal ausgedehnt, wobei Architekturüberreste und die Deponierung von vier männlichen Schädeln, die Reste einer Übermodellierung trugen, freigelegt wurden. Im Sommer desselben Jahres wurde der erste von bislang zwei Horten entdeckt, die anthropomorphe Rundbilder aus Kalklehm enthielten. Dies machte ʿAin Ghazal international berühmt. Die Statuen wurden gemeinsam mit dem Erdreich als zusammenhängender Block geborgen und vom Institute of Archaeology in London konserviert. Fünf der 26 Figuren konnten außerdem restauriert werden.
Im Folgejahr wurden die Grabungsareale erweitert, um neue Erkenntnisse über die Siedlungsgeschichte ʿAin Ghazals zu erhalten. Hierbei gelang der Nachweis, dass die Siedlung in ihrer Größe über zwei Jahrtausende besiedelt war und viele andere Dörfer der südlichen Levante überdauerte. Außerdem wurde ein zweiter Hort mit Figuren entdeckt, der jedoch durch die Bauarbeiten an der Autobahn erheblich beschädigt worden war. 1985 wurde dieser ebenfalls als Erdblock geborgen und zur Konservierung an das Smithsonian Institution in Washington, D.C. gesandt. Dort gelang es, drei zweiköpfige Statuen wiederherzustellen.
Im mittleren und späteren Präkeramischen Neolithikum B (7250–6000 v. Chr.) wuchs Ain Ghazal auf eine Größe von 14 ha. Eine Wohneinheit bestand aus einem oder zwei quadratischen Räumen, die aus Lehmziegeln auf einem Steinfundament erbaut waren. Die Böden bestanden aus einer dicken Schicht aus weißem Putz und auch die Wände waren verputzt. Hergestellt wurde dieser Putz aus bei etwa 850 °C gebranntem Kalk. Der Wandputz musste mehrmals erneuert werden. Es gab auch einige runde siloähnliche Gebäude.
Im präkeramischen Neolithikum C (6000–5500 v. Chr.; diese Stufe wurde erstmals in Ain Ghazal festgestellt) waren die Siedlungen kleiner als zuvor. Die Bauweise war einfacher und die Fußböden waren nicht mehr verputzt.
1988/89 rückte die spätere Siedlungsgeschichte in das Zentrum der Bemühungen, wobei festgestellt wurde, dass ab etwa 5500 v. Chr. die zuvor üblichen zweistöckigen Mehrfamilienhäuser durch alleinstehende Einfamilienhäuser ersetzt wurden, was auf einen Rückgang der Bevölkerung schließen lässt. Weitere Grabungen 1992 bis 1998 konzentrierten sich stärker auf die Randbereiche der Siedlung, die nochmals ihre enorme Ausdehnung belegten. Neben den Überresten einer Erweiterung des Ortes östlich des Zarqa wurden Steinsetzungen freigelegt, die auf sehr lange Mauern schließen lassen. Derart lange Mauern konnten in der westlichen Hauptsiedlung bislang nicht nachgewiesen werden. 1993 wurde die Existenz zweistöckiger Gebäude eindeutig belegt. Außerdem wurden kleinere Gebäude gefunden, die als Schreine interpretiert werden. 1995 konnte außerdem ein Heiligtum freigelegt werden, das eine 20 Meter lange Schutzmauer sowie im inneren einen Altar sowie eine Feuerstelle besaß. Ein ähnliches Gebäude wurde im Folgejahr auch im östlichen Teil der Siedlung entdeckt.

## Siedlungsgeschichte

### Besiedlungsperioden
- 7250–6500 v. Chr.: mittleres präkeramisches Neolithikum B (mPPNB)
- 6500–6000 v. Chr.: spätes präkeramisches Neolithikum B (sPPNB)
- 6000–5500 v. Chr.: präkeramisches Neolithikum C (PPNC)
- 5500–5000 v. Chr.: keramisches Neolithikum (PN)

## Kunst

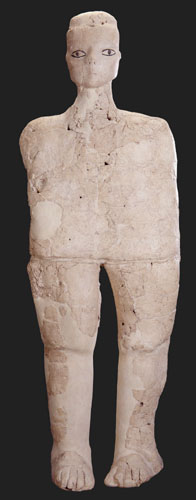
Eine der in ʿAin Ghazal gefundenen Gips-Statuen (Hort 2)

In den vergangenen Jahrzehnten wurden zahlreiche spektakuläre Beispiele von Kunst in den Randgebieten des fruchtbaren Halbmondes entdeckt. Zu diesen zählen auch über 30 Skulpturen aus ʿAin Ghazal, die im frühen 7. Jahrtausend v. Chr. angefertigt wurden. Einige der Statuen sind im Jordanischen Museum in Amman ausgestellt.

### Gesichtsmasken
Die ältesten Plastiken in ʿAin Ghazal stammen aus dem 8. Jahrtausend v. Chr. und sind somit die bislang ältesten bekannten, rundplastischen lebensgroßen Skulpturen. Es handelt sich dabei um drei Gesichtsmasken, die als Vorläufer der Ganzkörperstatuen angesehen werden. Man geht heute davon aus, dass ein Großteil der Toten außerhalb von Siedlungen bestattet wurden, nur sehr wenige unter den Fußböden der Wohnhäuser. In ʿAin Ghazal wurden vermutlich die Gräber letzterer wieder geöffnet und ihre Schädel entnommen. Kratzspuren auf einem Schädel könnten laut Michelle Bonigofsky von einer absichtlichen Aufrauung der Oberfläche herrühren, die eine bessere Haftung des Gipses fördern sollte.
Diese Schädel wurden dann mit Masken übermodelliert, wobei die Gesichtszüge des Verstorbenen vermutlich nicht nachgebildet wurden. Der fehlende Unterkiefer führte zu einer verbreiterten Gesichtsform. Die Augen wurden geschlossen dargestellt, jedoch durch Bitumeneinlagen akzentuiert.

### Statuen
Die Statuen selbst wurden ca. 6700 v. Chr. ungeordnet (Hort 1; 1983) bzw. 6500 v. Chr. geordnet (Hort 2; 1984) in unbewohnten Häusern deponiert. Ihre Größe reicht vom Kleinformat bis hin zur fast lebensgroßen Plastik. Die älteren Figuren zeichnen sich durch besonders hervorgehobene Körperformen und eine farbige Bemalung aus; sie wurden mit einem Augapfel aus weißem Kalk sowie einer Bitumeneinlage für Augenlider und die Iris ausgestattet. Die späteren Figuren besitzen einen etwas plumperen und unverzierten Körper. Diese besitzen mandelförmige Pupillen. Daneben befanden sich unter ihnen auch drei doppelköpfige Büsten mit flachen, brettartigen Körpern und fein ausgearbeiteten Gesichtern. Vermutlich dienten die Figuren einer Art von Ahnenkult und wurden aufgestellt, bevor sie nach einiger Zeit mit den Gesichtern nach unten in Gruben bestattet wurden.
Die Statuen sind insgesamt aus einem Gemisch aus gebranntem Kalk und Lehm gefertigt. Die Beherrschung der Technik des Kalkbrennens führte zur Einordnung ʿAin Ghazals in das akeramische Neolithikum B; in dieser Zeit war die Technik des Kalkbrennens bekannt. Keramik wurde dagegen erst ab etwa 5500 v. Chr. hergestellt. Dieses Gemisch wurde um ein Innenskelett aus Schilfbündeln modelliert, das durch die Füße hindurch aus den Beinen herausragte und darauf hinweist, dass die Figur auf einer Standfläche befestigt war.